# Belen (New Mexico)
Belen ist eine Stadt im Valencia County im US-Bundesstaat New Mexico in den Vereinigten Staaten mit 6901 Einwohnern (Stand: 2000).

## Geografie
Die Stadt liegt nahezu zentral im County im mittleren Nordwesten von New Mexico und hat eine Gesamtfläche von 12,2 km² ohne nennenswerte Wasserfläche.

## Geschichte
Der Name Belen leitet sich ab von dem spanischen Wort Belén für Bethlehem. Die Stadt wurde von den Spaniern durch die Ansiedlung von Genízaros (Hispanisierte Indianer) gegründet, die den damaligen Grenzraum vor Überfällen nomadisierender Stämme schützen sollten.

## Demografische Daten
Nach der Volkszählung im Jahr 2020 lebten hier 7360 Menschen in 2080 Haushalten. Die Bevölkerungsdichte betrug 603 Einwohner pro km². Ethnisch betrachtet setzte sich die Bevölkerung zusammen aus 56,7 % Hispanics und Latinos, 30,2 % weißer Bevölkerung ohne Hispanics und Latinos, 0,5 % Afroamerikanern, 12 % amerikanischen Ureinwohnern, 0,8 % Asiaten, 1,9 % zwei oder mehr Races.
Von den 2010 erfassten 2596 Haushalten hatten 34,8 % Kinder und Jugendliche unter 18 Jahren, die bei ihnen lebten. 44,3 % waren verheiratete, zusammenlebende Paare, 17,8 % waren allein erziehende Mütter und 31,5 % waren keine Familien, 26,2 % bestanden aus Singlehaushalten und in 10,6 % lebten Menschen im Alter von 65 Jahren oder darüber. Die Durchschnittshaushaltsgröße betrug 2,61 und die durchschnittliche Familiengröße lag bei 3,14 Personen.
Auf den gesamten Ort bezogen setzte sich die Bevölkerung zusammen aus 28,8 % Einwohnern unter 18 Jahren, 9,6 % zwischen 18 und 24 Jahren, 25,5 % zwischen 25 und 44 Jahren, 21,0 % zwischen 45 und 64 Jahren und 15,1 % waren 65 Jahre alt oder darüber. Das Durchschnittsalter betrug 35 Jahre. Auf 100 weibliche Personen kamen 91,5 männliche Personen. Auf 100 Frauen im Alter von 18 Jahren oder darüber kamen statistisch 90,4 Männer.
Das jährliche Durchschnittseinkommen eines Haushalts betrug 26.754 US-Dollar, das Durchschnittseinkommen der Familien betrug 30.765 US-Dollar. Männer hatten ein Durchschnittseinkommen von 26.551 US-Dollar, Frauen 21.300 US-Dollar. Das Prokopfeinkommen betrug 2015–2019 19.519 US-Dollar. 23,2 % der Familien und 24,8 % der Bevölkerung lebten unterhalb der Armutsgrenze.

## Namensvarianten
Die Stadt besitzt einige Bezeichnungsvarianten:
- Belem[3]
- Bethel[3]
- Nuestra Senora de Belen[3]

## Söhne und Töchter der Stadt
- Tibo J. Chávez (1912–1991), Politiker
- Art Aragon (1927–2008), Profiboxer
- Gloria Castillo (1933–1978), Schauspielerin
- David Parker Ray (1939–2002), Sexualstraftäter
- Joseph N. „Joe“ Baca (* 1947), Politiker

## Trivia
Der Ort diente als Kulisse für den Showdown im Film The Last Stand. Die Szenen im Film Transcendence, in denen Johnny Depp als „Dr. Will Caster“ neue Techniken in einer desolaten Wüstenstadt entwickelt, wurden in Belen gedreht. Die Filmcrew baute dort fünf Häuser und eine Anzahl von Mobilheimen.